# Sekisui House
Sekisui House K.K. (jap. 積水ハウス株式会社 Sekisui hausu kabushiki kaisha, engl. Sekisui House, Ltd.) ist ein japanisches Unternehmen mit Firmensitz in Osaka.
Das Unternehmen ist im Bauwesen tätig. Sekisui House wurde am 1. August 1960 gegründet. Präsident des Unternehmens ist Toshinori Abe. Das Unternehmen beschäftigte 2016 rund 15.900 Mitarbeiter.

## Sekisui Heim M1
Mit der Entwicklung des „Sekisui Heim M1“ zusammen mit dem Architekten Katsuhiko Ōno Anfang der 1970er Jahre, dem Prototyp eines in industrieller Produktion hergestellten auf hochgradig vorgefertigten Raummodulen basierenden Wohnhauses, errang die Firma weltweite Aufmerksamkeit. 1971 wurden etwa 260 Häuser des ersten Prototyps produziert. Das Konzept des „Sekisui Heim M1“ wurde in die DOCOMOMO-JAPAN-Liste als eines von 145 herausragenden Gebäuden der modernen Architektur in Japan aufgenommen.

## Sekisui House in Europa und Deutschland
Anfang der 1970er versuchte Sekisui House, auch in Europa Fuß zu fassen. Mit der im niederländischen Enschede gegründeten Sekisui Systembouw und in Kooperation mit der Bausparkasse Schwäbisch Hall war der deutsche Markt das Ziel. 
1973 öffnete das Unternehmen eine Fabrik in Westdeutschland mit dem Ziel, 500 Fertighäuser jährlich herzustellen. Aufgrund höher als angenommener Produktionskosten konnten aber nur etwa 120 jährlich verkauft werden. 1982 wurde die Fabrik geschlossen. 
Am 15. Juli 1975 wurde die Sekisui Deutschland Bau GmbH mit Sitz in Köln, eine 100%ige Tochter der japanischen Mutterfirma, zum Vertrieb der in Deutschland produzierten Fertighäuser gegründet. Nach dem Ende der Produktion widmete sich die Firma dem Immobilien-Leasing-Geschäft. Am 17. November 2005 wurde die Auflösung der Gesellschaft angekündigt und bis März 2007 mit einem Verlust von 137 Millionen Yen vollendet. 
Eine weitere Tochterfirma in Deutschland war die im April 1981 gegründete Pro-Renta Haus-u. Wohnungsvermietungs GmbH.
Von 1972 bis 2004 waren die Aktien von Sekisui House K.K. an der Amsterdamer Börse, von 1977 bis 2005 auch an der Frankfurter Börse gelistet.